# (20646) Nikhilgupta
(20646) Nikhilgupta (1999 TM150) – planetoida z pasa głównego asteroid okrążająca Słońce w ciągu 5,2 lat w średniej odległości 3 j.a. Odkryta 7 października 1999 roku.